# Buenos Aires Rojo Sangre
Buenos Aires Rojo Sangre (BARS) és un festival internacional de cinema dedicat als gèneres de la ciència-ficció, el terror i la fantasia i celebrat a Buenos Aires (Argentina). És organitzat per la revista electrònica Quintadimension.com.
Va començar a 2000 amb un enfocament en pel·lícules independents d'aquests gèneres, i des de 2004 en forma de festival competitiu, Buenos Aires Rojo Sangre compta amb una gran concurrència amb més de 200 pel·lícules projectades i 12.000 entrades de públic i de la indústria cada any. BARS està declarat d'interès nacional per l'Instituto Nacional de Cine y Artes Audiovisuales, patrocinat pel Museu del Cinema de la Ciutat de Buenos Aires i declarat d'interès cultural per la legislatura de la ciutat autònoma de Buenos Aires

## Història
La primera edició del B.A.R.S. es va dur a terme al desembre de 2000 a l'auditori de la Facultat de Ciències Socials d'Universitat de Buenos Aires. Si bé va ser un espai limitat, va servir com a punt de partida que any rere any aniria augmentant. Es van poder veure pel·lícules com a Plaga Zombie (Hernán Sáez i Pablo Parés) o El Planeta de los Hippies (Ernesto Aguilar) i diversos curtmetratges.
Per al 2001 es va canviar d'escenari. El Centre Cultural Sant Martí va ser un important marc per al creixement del festival.Amb poquíssima promoció es va aconseguir atreure a més de 600 espectadors, destacant-se films com Fanáticos (Mariano Cattaneo i Ygnacio Cervio) i Nunca asistas a este tipo de fiestas (Hernán Sáez i Pablo Parés).
El 2002 va ser el salt definitiu del festival, ampliant temàticament la programació i aconseguint una notable repercussió en la premsa i el públic, fins al punt que en el mateix espai que l'edició anterior es va aconseguir triplicar el nombre d'espectadors. Entre els films projectats es troben Plaga Zombie: Zona Mutante (Hernán Sáez i Pablo Parés) i Attack of the Killer Hog (Agustín Cavalieri i Marcos Meroni).
Al 2003 va arribar la definitiva consolidació del festival, estrenant-se set llargmetratges locals: Run Run Bunny! (Mad Crampi), Tico tico (Marcelo Domizi), Baño de Sangre (Paula Pollacchi), Mala Carne (Fabián Forte), Ruta hacia la muerte (Francisco de Lezica) i Vacaciones en la tierra (Sebastián de Caro), Es van projectar més de 80 curtmetratges i les seccions retrospectives van estar poblades de clàssics en 35mm. Es va destacar especialment la recuperació del film argentí El Hombre Bestia (Camilo Zaccaría Soprani, 1934), la primera pel·lícula fantàstica local, que mai s'hi havia estrenada a Buenos Aires.
Per a la cinquena edició es van sumar seccions competitives tant per a curt com per a llargmetratges i s'utilitzaran les 3 sales del complex Tita Merello en simultani, triplicant la quantitat d'hores de projecció.
El B.A.R.S. va ser declarat d'interès per l'Instituto Nacional de Cine y Artes Audiovisuales, afavorit pel Museu del Cinema de la Ciutat de Buenos Aires. També ha estat afavorit institucionalment per la Legislatura de la Ciutat Autònoma de Buenos Aires els anys 2018 i 2019.

## Edicions

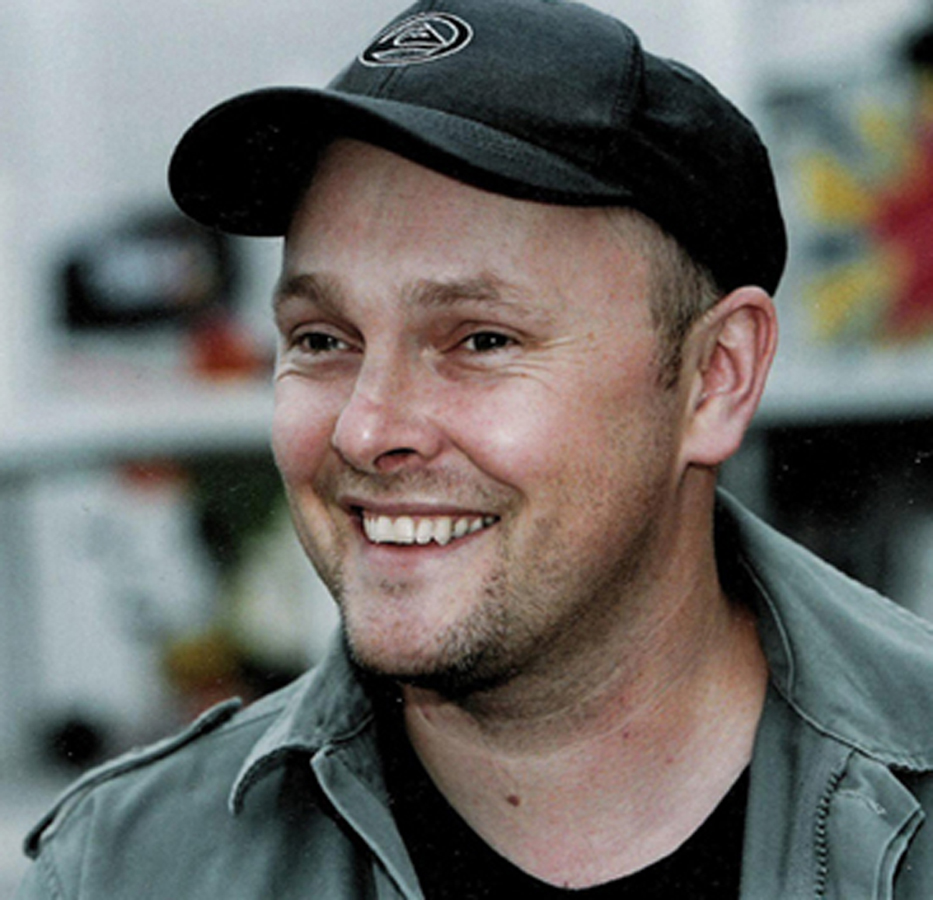
Julian Richards

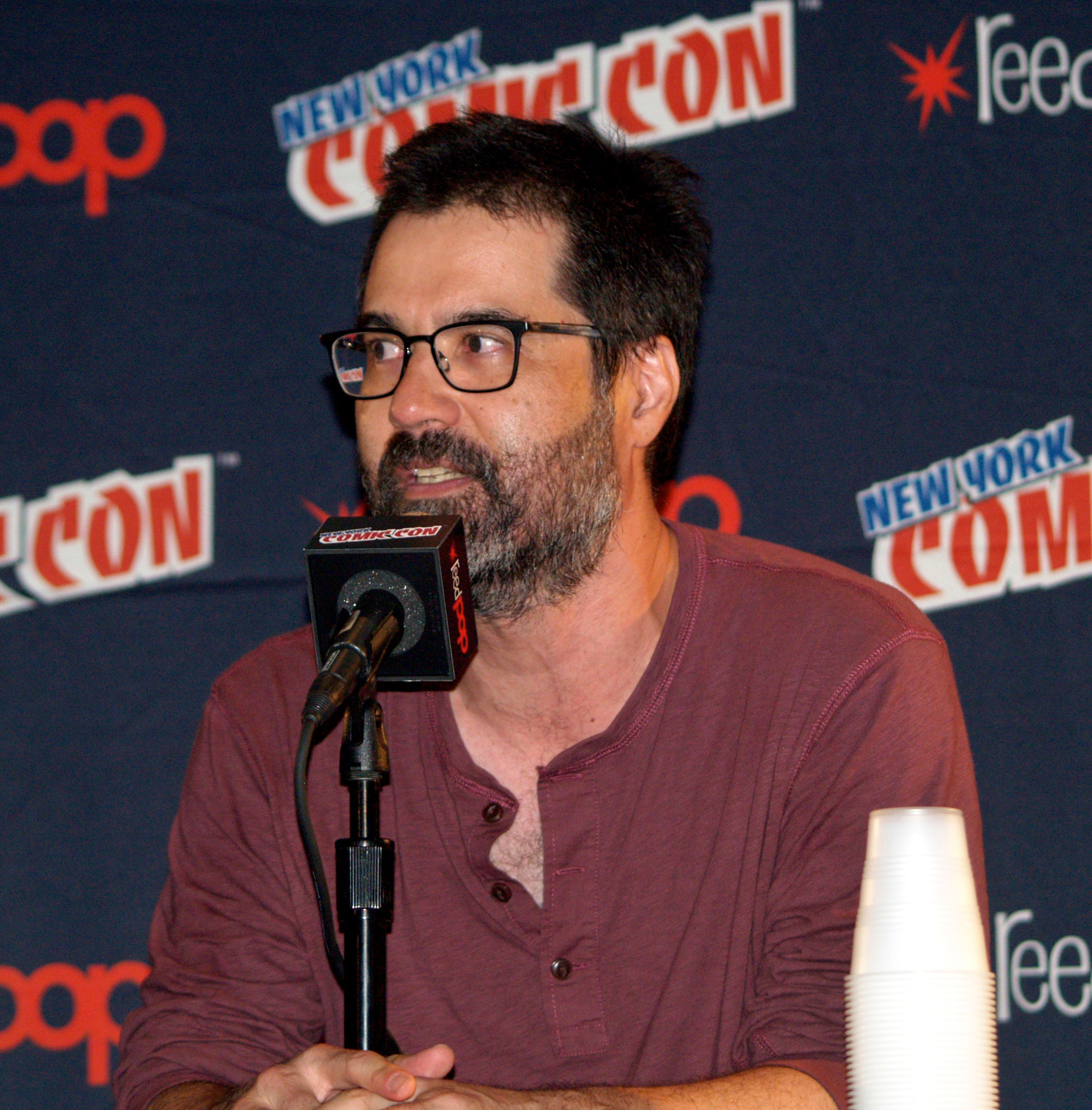
Greg Pak

### BARS 2004
Es van exhibir 162 pel·lícules amb 7.500 espectadors.
- Premi a la millor pel·lícula: The Last Horror Movie de Julian Richards.
- Premi al millor director: Greg Pak per Robot Stories
- Premi al millor guió: Greg Pak per Robot Stories
- Premi al millor actor: Kevin Howarth per The Last Horror Movie.
- Premi a la millor actriu: Elena Siritto per Habitaciones para turistas .
- Premi del públic: Habitaciones para turistas d'Adrián García Bogliano
- Millor curtmetratge: Redrat, la rata retobada de Guillermo Kloetzer
- Millot director de Curtmetratge: Daniel Greaves per Little Things
- Premi del públic al Millor curtmetratge: Gorgonas de Salvador Sanz

### BARS 2005

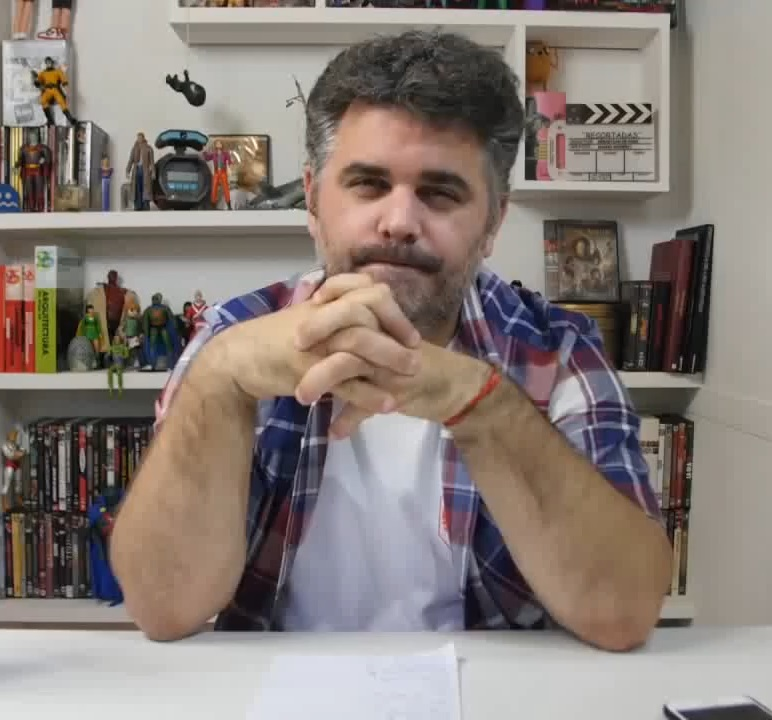
Sebastián de Caro

Va ultrapassar els 8.000 espectadors i es van vendre un 15 % més d'entrades que a l'edició anterior.
- Premi a la millor pel·lícula: Beneath the Cogon de Rico Maria Ilarde.
- Premi al millor director: Jeniffer Kroot per Sirens of the 23rd Century .
- Premi al millor guió: Bill Marks, Sean K Robb per Zombie King and the legion of Doom
- Premi al millor actor: David Muyllaert per Dead Meat
- Premi a la millor actriu: Paula Guía per De noche van a tu cuarto
- Premi del públic: De noche van a tu cuarto de Sebastián de Caro.
- Premi a la millor pel·lícula argentina Grité una noche de Adrián García Bogliano.
- Millor curtmetratge: Retruc de Francesc Talavera
- Millot director de Curtmetratge: John Dunstan, Michael Pazt per Battle Chess
- Premi del públic al Millor curtmetratge: Alex, Vampire Slayer de Al Katrina
- Millor curt fantàstic argentí Después de Recién d'Ignacio Laxalde i Bernardo Francese.

### BARS 2006

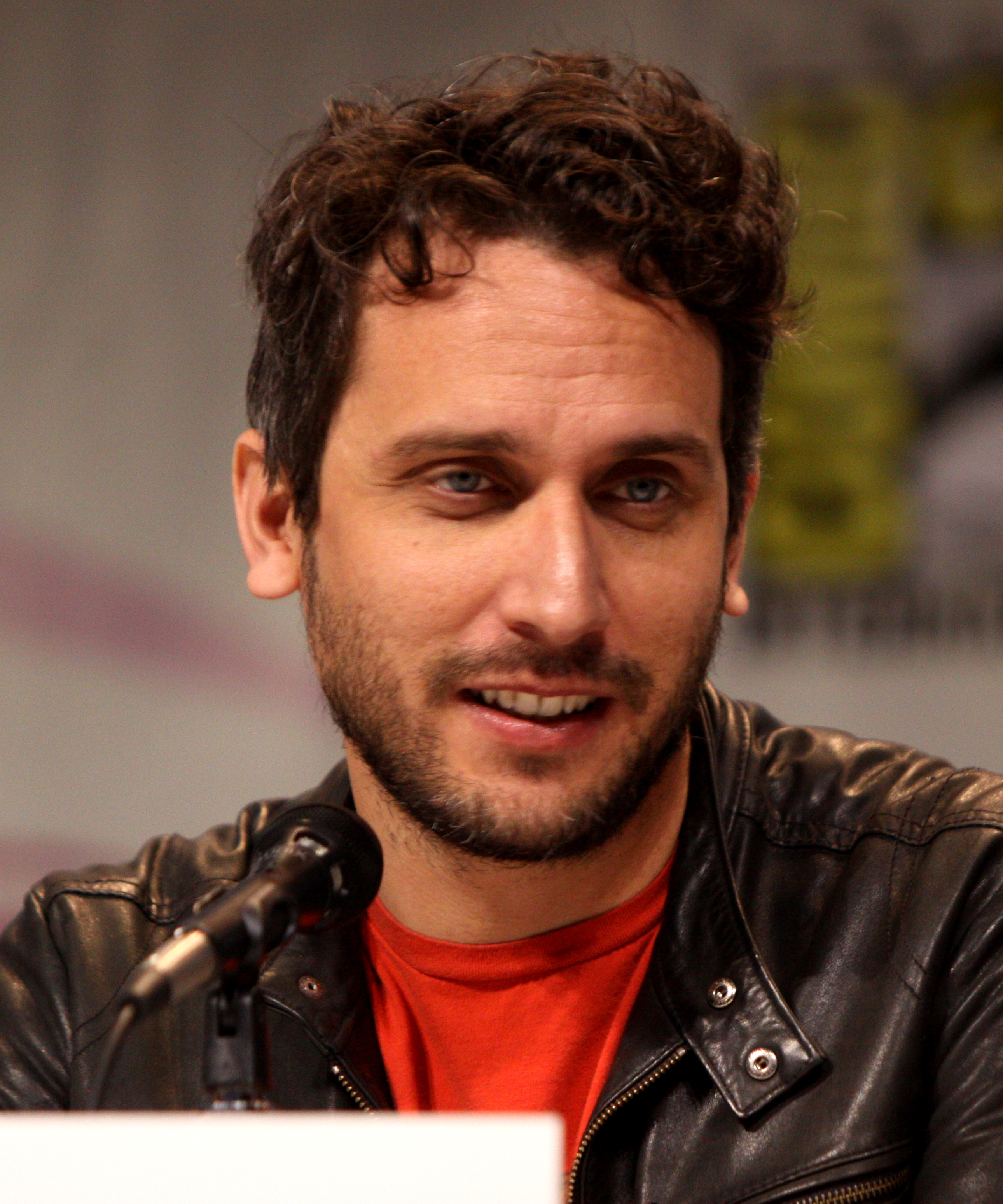
Federico Álvarez

En aquesta edició s'hi van exhibir 180 pel·lícules amb 8.000 espectadors.
- Premi a la millor pel·lícula: Mondo Psycho de Mad Crampi
- Premi al millor director: Markus Widegren per Kraftverk 3714 .
- Premi al millor guió: Ramiro i Adrián García Bogliano per 36 pasos [16]
- Premi al millor actor: Emil Jonsson per Kraftverk 3714 .
- Premi a la millor actriu: Mapi Romero per Belcebú
- Premi del públic: Song of the Dead de Chip Gubera.
- Premi als millors efectes especials Martin Frías, Iru Landucci per 36 pasos [16]
- Millor curtmetratge: El cojonudo de Federico Álvarez
- Millot director de Curtmetratge: Sacha Whitehouse per The City Eats its Weak
- Premi del públic al Millor curtmetratge: El cojonudo de Federico Álvarez
- Millor curt fantàstic argentí Asterión de Juan Carlos Camardella.
- Mención Especial del jurado: curtmetratge Griscelda (decromante) de Gabriel Grieco

### BARS 2007

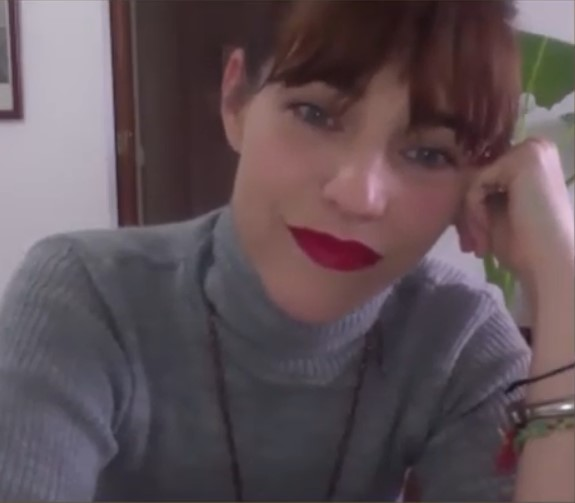
Victoria Maurette

S'hi van mostrar un total de 170 pel·lícules.
SECCIÓ INTERNACIONAL DE LLARGMETRATGES
- Millor pel·lícula On Evil Grounds (Auf Bösem Boden)
- Millor director Peter Koller per On Evil Grounds
- Millor guió Demián Rugna per The Last Gateway
- Millor actriu Victoria Maurette per Left for Dead (USA/ Argentina)

SECCIÓ NACIONAL DE LLARGMETRATGES
- Millor pel·lícula Massacre Marcial IVX de Pablo Marini i Matias Lojo

SECCIÓ DE CURTMETRATGES
- Millor curtmetratge Droomtijd (Dreamtime) - Tom Van Avermaet
- Millor director Gabe Ibáñez por Máquina
- Millor curtmetratge nacional Naturaleza Muerta de Romina Caramagna

PREMIS DEL PÚBLIC
- Millor llargmetratge Filmatrón de Pablo Parés.
- Millor curtmetratge Sucesión de Pablo Baltera

### BARS 2008

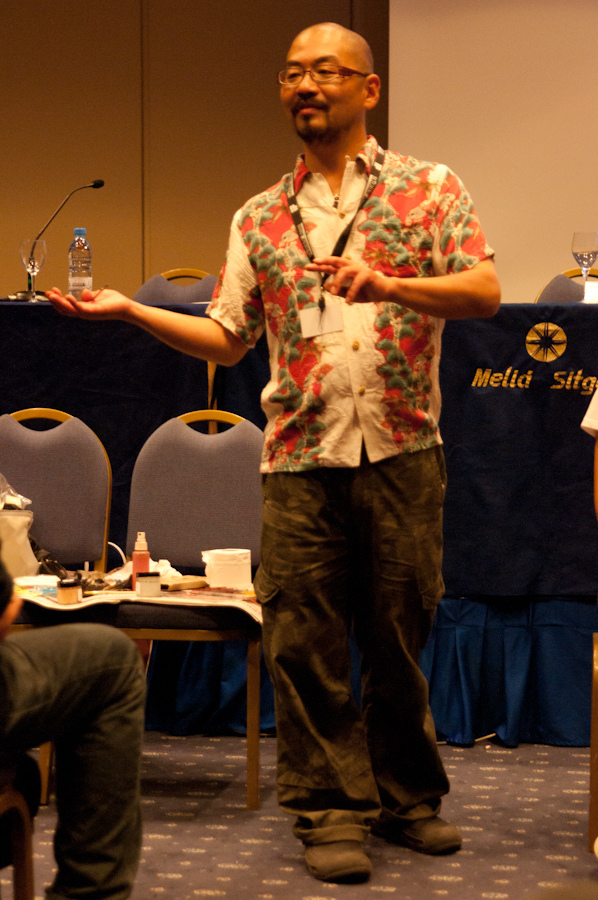
Yoshihiro Nishimura

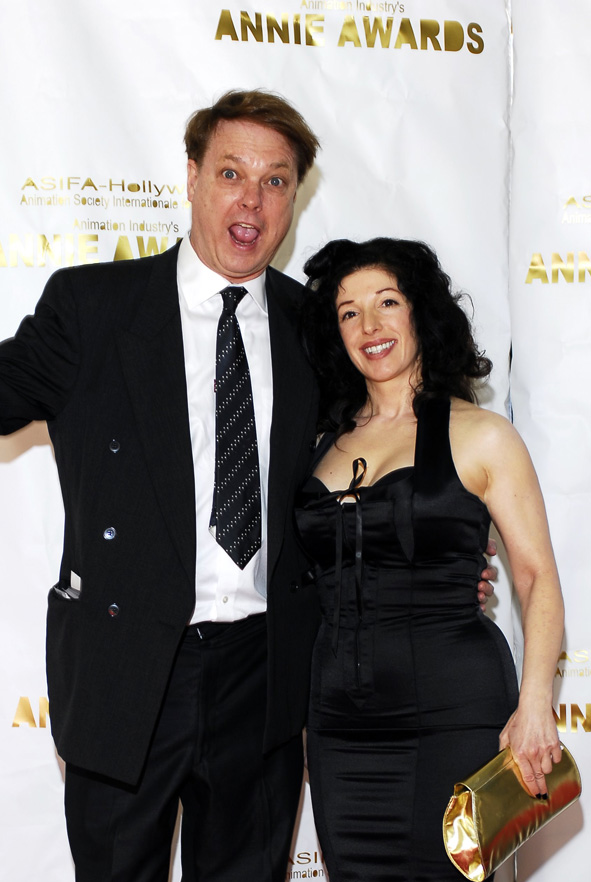
Bill Plimpton

SECCIÓ INTERNACIONAL DE LLARGMETRATGES
- Millor pel·lícula Tokyo Gore Police (Tôkyô zankoku keisatsu) de Yoshihiro Nishimura
- Premi del públic Mangue Negro de Rodrigo Aragão
- Millor pel·lícula iberoamericana Nadie Inquietó Más - Narciso Ibáñez Menta de Gustavo Leonel Mendoza
- Millor director Bill Plympton per Idiots and Angels
- Millor guió: The Man from Earth
- Millors FX: Yoshihiro Nishimura per Tokyo Gore Police
- Millor actor: Chris Sharp per Murder Party
- Millor actriu: Josefina Sanz per Nocturnos

MENCIONS ESPECIALS
- A la realització: Paco Limón per Doctor Infierno
- A la direcció d'art: Tokyo Gore Police

CURTMETRATGES
- Millor curtmetratge: ELA in Love at First Byte de Fernando Sarmiento
- Premi del públic: Maldito Sean 1º episodio de Demián Rugna
- Millor curt nacional: Aquellos Ojos Brujos de Cesar Leonardo Delgado Brog
- Millor direcció: Alfons Casal, Héctor Mas per El Comte Yácula[21]

MENCIONS ESPECIALS
- Millor comèdia: División Bahia de Laura Casabé
- Millor animació: Piscis de Juan Camardella
- Millor disseny de producció: The Container de Diego Melo.

### BARS 2009

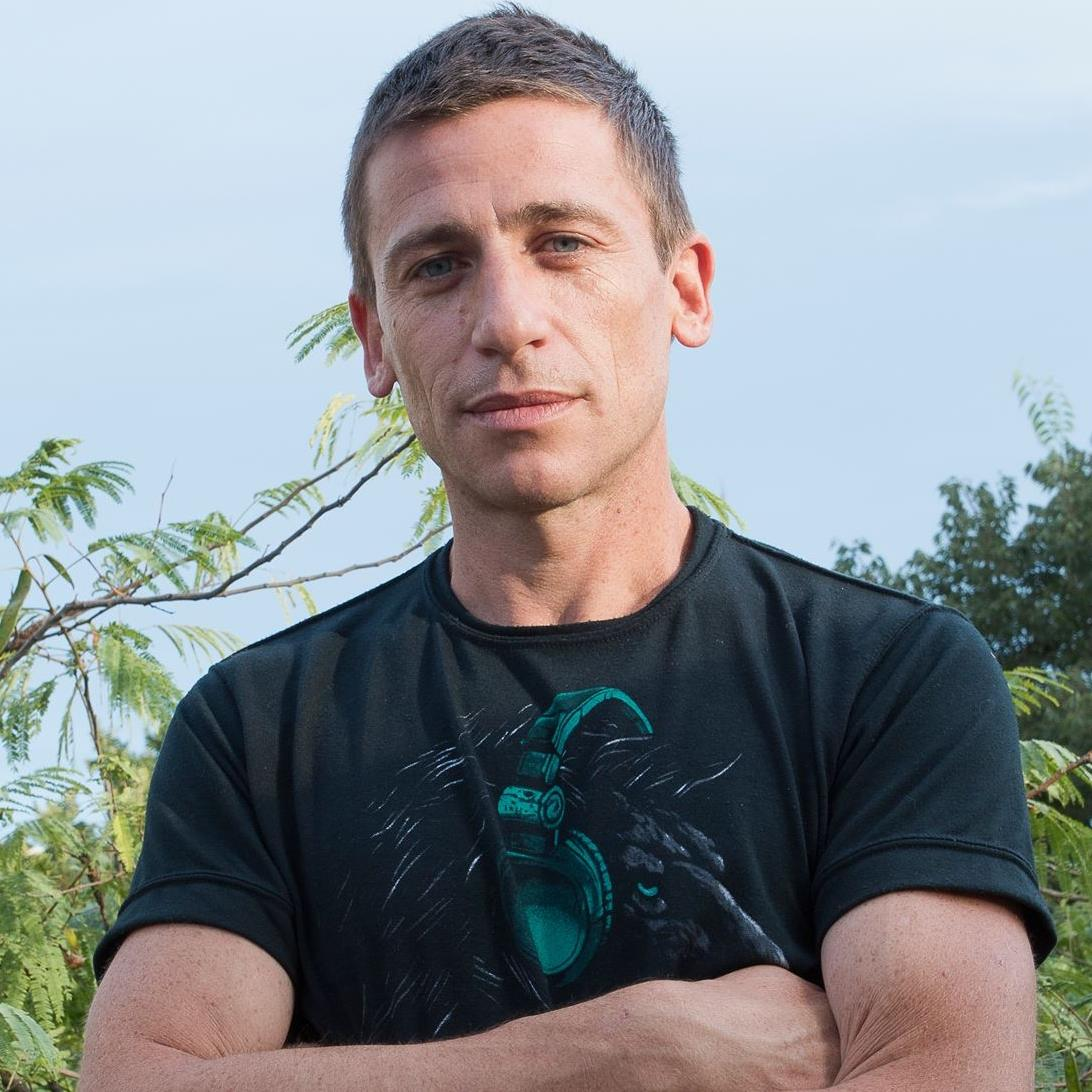
Diego Cremonesi

SECCIÓ INTERNACIONAL DE LLARGMETRATGES
- Millor pel·lícula: Masacre esta noche
- Premi del públic a la millor pel·lícula Recortadas
- Premi del públic a la millor pel·lícula Iberoamericana: Operación Cannabis
- Millor direcció Marc Price per Colin
- Millor guió: Demian Rugna per They want my eyes
- Millor Actor: Diego Cremonesi per Masacre esta noche
- Millor actriu: Mariana Zanette per Morgue Story: Sangue, Baiacu e Quadrinhos
- Millores FX: Yesterday

Mencions
- Menció especial del jurat com revelació femenina: Noelia Antunez i Mariana Levy per Recortadas
- Menció especial del jurat com revelació masculina: Jorge Pinarelo per Masacre esta noche
- Menció especial del jurat com Scream Queen Natacha Mendez per Masacre esta noche
- Menció especial del jurat per la seva postproducció: ¡Ataque de pánico!
- Menció especial del jurat pel seu guió La menace vient de l'espace
- Menció especial del jurat pel seu adaptació The Raven

CURTMETRATGES
- Millor curtmetratge: Die Schneider Krankheit
- Millor curt argentino: La extravagante y poco práctica venganza de la momia
- Millor dirección curtmetratge: María Luara Casabé per Sabrosura, Violín y Perico
- Premi del públic al millor curt: La villa seca
- Millor curt Zombie Festival Evacuación

### BARS 2010
SECCIÓ INTERNACIONAL DE LLARGMETRATGES
- Millor pel·lícula The Life and Death of a Porno Gang[25][26]
- Premi del públic al millor llargmetratge Nunca más asistas a este tipo de fiestas
- Millor director Faye Jackson per Strigoi
- Millor actor (ex aequo) Andrew Howard per Pig i Nicanor Loreti per Nunca más asistas a este tipo de fiestas
- Millor actriu Roxana Guttman per Strigoi
- Millor guió Mladen Djodjevic per The Life and Death of a Porno Gang
- Millors Efectes Especials Tomoo Haraguchi per Death Kappa

MENCIONS ESPECIALS
- Menció especial del jurat a MyM Matilde y Malena per la seva recerca formal, visual i narrativa
- Menció a Nunca más asistas a este tipo de fiestas pel bon ús dels recursos audiovisuals
- Menció especial a Molina's Ferozz per la originalitat d’una proposta extrema
- Millor pel·lícula iberoamericana (per vot popular) Trash

CURTMETRATGES
- Millor curtmetratge Cabine of the Dead
- Millor director Curtmetratge Sebastian Marka per Interview
- Millor curt argentí La vuelta del malón

MENCIONS ESPECIALS
- Menció especial del jurat a Copia A per la seva realització i desenvolupament tècnic
- Menció especial del jurat a Working Day per la seva fotografia i proposta estètica
- Menció especial del jurat a Zombie Burguer Attack per la originalitat del seu guió
- Premi del públic al curtmetratge Umiko.

### BARS 2011
SECCIÓ INTERNACIONAL DE LLARGMETRATGES
- Millor pel·lícula Rabies
- Premi del públic al millor llargmetratge Plaga zombie: Zona mutante - Revolución tóxica
- Millor director Demian Rugna & Fabián Forte per Malditos Sean!
- Millor actor Hernán Sáez per Plaga zombie: Zona mutante - Revolución tóxica
- Millor actriu Ruth King per Zombie Undead
- Millor guió Sean Branney & Andrew Leman per The Whisperer in Darkness
- Millors Efectes Especials The Theatre Bizarre

PREMIS PARAL·LELS
- Millor pel·lícula Iberoamericana Pólvora Negra de Kapel Furman
- Premi Videoflims El Turno Nocturno de Matías Rispau
- Menció especial del jurat a Rabies

pel grup d'actors i la dierección actoral, aconseguint una actuació subtil i homogènia
- Menció especial del jurat a la saga Plaga Zombie per l'esforç creatiu al llarg del temps per a poder construir una trilogia

CURTMETRATGES
- Millor curtmetratge Pícnic de Gerardo Herrero.
- Millor director Curtmetratge Marc Herni Boulier per Tous les hommes s'appellent Robert
- Millor curt argentí Zombirama[28] de Ariel Lopez V. i Nano Benayon.

MENCIONS ESPECIALS
- Menció especial del jurat a Banana motherfucker, per millor curt psicotrònic i ambiciós
- Menció especial del jurat a ¡Toma mi mano!, por millor curt mostronec
- Premi del públic al curtmetratge Making Off Sangriento.

### BARS 2021
SECCIÓ LLARGMETRATGES INTERNACIONAL

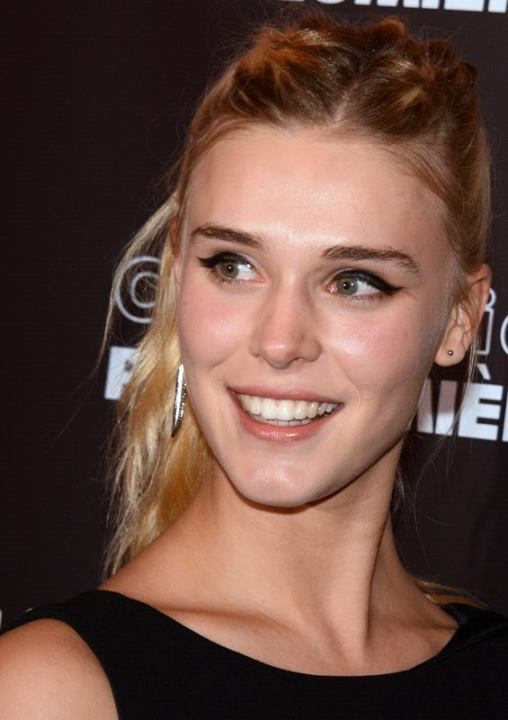
Gaia Weiss

- Millor pel·lícula: Fried Barry de Ryan Kruger.
- Premi del públic a la millor pel·lícula: Sweetie, you don't think it d'Ernar Nurgaliev.
- Millor director: Cristian Ponce, per Historia de lo Oculto.
- Millor actor: Gary Green, per Fried Barry.
- Millor actriu: Gaia Weiss, per Méandre.
- Millor guió: Cristian Ponce, per Historia de lo Oculto.
- Millors efectes especials: Rodrigo Aragão, per O cemitério das almas perdidas.

PREMIS SECUNDARIS
- Millor llargmetratge llatinoamericà: Leni, de Federico Gianotti.

CURTMETRATGES
- Millor curtmetratge: Killing small animals, de Marcus Svanberg.
- Millor director curtmetratge: Marcus Svanberg, per Killing small animals.
- Millor curtmetratge argentí: Hay alguien en la puerta, de Santiago Fabrizio.

MENCIÓ ESPECIAL
- Menció especial del jurat al millor curtmetratge: Haute cuisine, de Merryl Roche.
- Menció especial del Jurat a Retrato Imaginario de Felipe Martinez Carbonell a la millor postproducció (WANCAMP)
- Menció especial del jurat a Retrato Imaginario de Felipe Martínez Carbonell al millor guió (Gui.Ar)
- Premi del públic al curtmetratge: Under the Lather d'Ollivier Briand.